# Jod (litera)

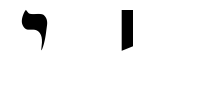
Litera jod w kroju pisma (kolejno od prawej do lewej): nowoczesnym bezszeryfowym i tradycyjnym

Jod lub jud (י) – dziesiąta litera alfabetu hebrajskiego o wartości numerycznej 10. Odpowiada dźwiękom [j] (jak np. ‏ילד‎ trb. jeled – dziecko) lub [i] (jak np. ‏מילון‎ trb. milon – słownik).